# Liste der Monuments historiques in Castelnau-d’Estrétefonds
Die Liste der Monuments historiques in Castelnau-d’Estrétefonds führt die Monuments historiques in der französischen Gemeinde Castelnau-d’Estrétefonds auf.

## Liste der Bauwerke

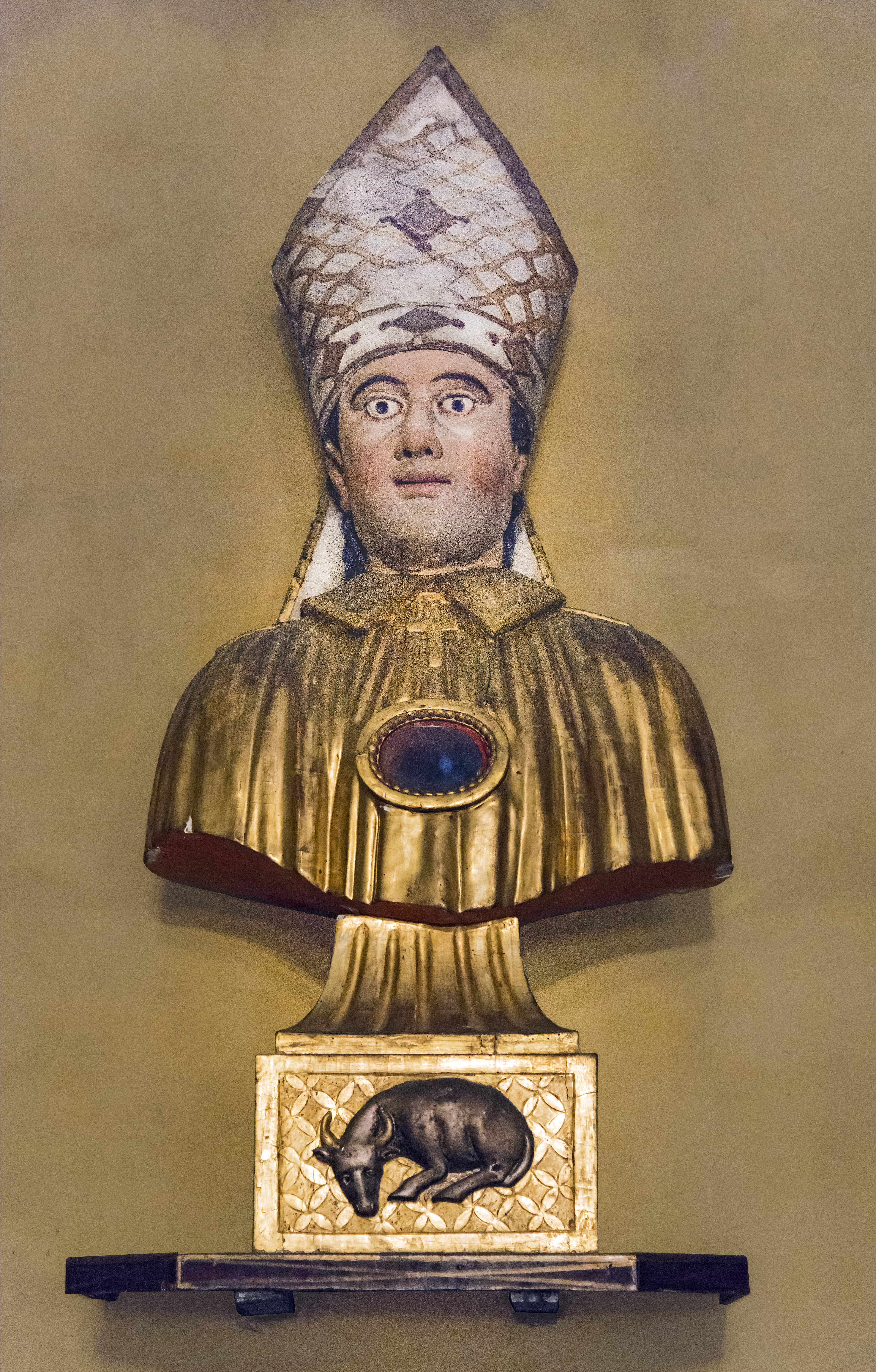
Reliquienbüste des heiligen Blasius in der Kirche St-Martin

| Bezeichnung      | Beschreibung | Standort               | Kennzeichnung | Schutzstatus   | Datum     | Bild           |
| ---------------- | ------------ | ---------------------- | ------------- | -------------- | --------- | -------------- |
| Calvaire         |              | (Lage)                 | PA00094306    | Classé         | 1979      | weitere Bilder |
| Schloss          |              | (Lage)                 | PA00094307    | Inscrit Classé | 1987 1992 |                |
| Kirche St-Martin |              | Rue de l’Église (Lage) | PA31000048    | Inscrit        | 2001      | weitere Bilder |